# Jordan Thompson (futbolista)
Jordan Andrew Thompson (Belfast, Irlanda del Norte, 3 de enero de 1997) es un futbolista norirlandés. Juega de centrocampista y su equipo es el Preston North End F. C. de la EFL Championship.

## Trayectoria
Tras cuatro años en las inferiores del Manchester United, firmó por el Rangers F. C. de Escocia en 2015 tras ser liberado. Debutó con el primer equipo el 7 de noviembre ante el Alloa Athletic. Durante su etapa en Escocia, fue cedido al Airdrieonians, Raith Rovers y el Livingston.
En junio de 2018 firmó por dos años con el Blackpool F. C. de la EFL League One inglesa como agente libre.
Tras dos años en Blackpool, en enero de 2020 fichó por el Stoke City. En este equipo disputó 178 encuentros en cinco campañas y media y en julio de 2025, una vez expiró su contrato, se unió al Preston North End F. C.

## Selección nacional
Thompson fue internacional en categorías inferiores por Irlanda del Norte.
Debutó con la selección de Irlanda del Norte el 29 de mayo de 2018 ante Panamá por un amistoso.

## Clubes
| Club                         | País       | Año           |
| ---------------------------- | ---------- | ------------- |
| Rangers F. C.                | Escocia    | 2015-2018     |
| Airdrieonians F. C. (cedido) | Escocia    | 2016          |
| Raith Rovers F. C. (cedido)  | Escocia    | 2016-2017     |
| Livingston F. C. (cedido)    | Escocia    | 2018          |
| Blackpool F. C.              | Inglaterra | 2018-2020     |
| Stoke City F. C.             | Inglaterra | 2020-2025     |
| Preston North End F. C.      | Inglaterra | 2025-presente |